# Головін Олександр Сергійович (футболіст)
Олександр Сергійович Головін (рос. Александр Сергеевич Головин, нар. 30 травня 1996 року, Калтан, Кемеровська область) — російський футболіст, Півзахисник національної збірної Росії і клубу «Монако».
Заслужений майстер спорту Росії (2018).

## Життєпис
Олександр Головін народився в шахтарській родині у місті Калтан. Батько — Сергій Володимирович Головін — працював експедитором. Мати працювала бухгалтером. Сергій з дитинства дружив з Олександром Плясуновим, який працював тренером у місцевій ДЮСШ. Коли Олександру було 6 років, батько привів його до Плясунова, який прийняв його в цю спортивну школу. Звідти він перейшов у футбольну школу клубу «Металург-Кузбас»" і Училище олімпійського резерву (Ленінськ-Кузнецький).
Коли Головін виступав в «Металурзі», його запросили до складу збірної Сибіру, яка проводила турнір у Кримську. Там півзахисник звернув на себе увагу скаутів московського ЦСКА, які запросили його в клуб.

## Клубна кар'єра

### ЦСКА (Москва)
У жовтні 2012 року перейшов в ЦСКА. Дебютував у команді 24 вересня 2014 року в 1/16 фіналу Кубка Росії проти «Хіміка» (Дзержинськ) (2:1). Вийшов на гру в стартовому складі, був замінений на 88 хвилині.
14 березня 2015 року зіграв свій перший матч в рамках чемпіонату Росії, вийшовши на заміну на 72-й хвилині матчу проти «Мордовії».
У сезоні 2015/16 вперше з'явився на полі у 3-му турі чемпіонату Росії 1 серпня у матчі з «Анжі» (1:0), замінивши на 87-й хвилині Зорана Тошича. Дебютував у Ліги чемпіонів у матчі проти чеської «Спарти» (3:2) 5 серпня 2015 року, вийшовши на заміну в кінцівці матчу замість Алана Дзагоєва.
Весняну частину чемпіонату почав в якості основного гравця армійців, вигравши конкуренцію у Романа Широкова.
9 квітня 2016 року Головін забив перший гол за ЦСКА, вразивши ворота «Мордовії». Перший дубль за основний склад ЦСКА оформив у матчі проти «Краснодара» в рамках Кубка Росії 20 квітня і допоміг команді вийти у фінал турніру, де ЦСКА з рахунком 1:4 поступився «Зеніту». У тому ж сезоні разом з командою став чемпіоном Росії, вигравши перший трофей з ЦСКА. Влітку 2017 року лондонський «Арсенал» запропонував за Головіна 8 мільйонів фунтів, але отримав відмову.
У сезоні 2016/2017 став одним з лідерів команди. У чемпіонаті Росії зіграв усі 30 матчів, забивши в них три голи.
У 2 турі чемпіонату 2017/2018 в жорсткому зіткненні з Головіним отримав серйозну травму нападник московського «Локомотива» Арі, і це викликало негативну реакцію з боку представників потерпілого клубу. Головний тренер Юрій Сьомін підтвердив: він сказав Головіну, «що не можна так стрибати в ноги. Арі закривав м'яч, і до нього було не дістатися». Голова ради директорів «Локомотива» Анатолій Мещеряков заявив: "Я вважаю, що на такі речі, особливо в моменті з Арі, треба звертати більш жорстку увагу суддям, тому що там був прямий стрибок в ноги, за який треба було карати не лише жовтою карткою (Головін отримав жовту картку на 82-й хвилині, за три хвилини до заміни Арі, якого несли з поля на ношах).
Незважаючи на цей неприємний інцидент, новий сезон Олександр почав добре, забивши в 1-му і 3-му турах чемпіонату Росії у ворота «Анжі» (3:1) та «СКА-Хабаровськ» (2:0) і віддавши кілька важливих гольових передач.
1 грудня взяв участь в домашньому розгромі «Тосно» (6:0), забивши гол на 58-й хвилині, і не реалізувавши одинадцятиметровий удар на 78-й хвилині.
15 березня 2018 року забив дебютний гол у єврокубках у ворота французького «Ліона» (3:2), в рамках 1/8 фіналу Ліги Європи УЄФА. За підсумками глядацького голосування був визнаний кращим гравцем тижня в Лізі Європи. За росіянина проголосували 89 % вболівальників. 5 квітня в матчі проти лондонського «Арсеналу» (1:4) в рамках 1/4 фіналу Ліги Європи УЄФА на 15-й хвилині забив видовищний гол зі штрафного, але це не допомогло ЦСКА пройти в півфінал (6:3 за сумою двох матчів).
6 травня в 29-му турі чемпіонату Росії взяв участь в домашньому розгромі тульського «Арсеналу» (6:0). У цьому матчі Головін забив гол, протягнувши м'яч з центру поля і обігравши двох захисників та воротаря, а також відзначився гольовою передачею на Федора Чалова.
За підсумками сезону 2017/18 увійшов у список найкращих молодих гравців Ліги Європи. На його рахунку було два забитих м'ячі у п'яти матчах плей-оф.

### «Монако»
16 липня 2018 року віце-президент «Монако» Вадим Васильєв повідомив про бажання укласти з Головіним п'ятирічний контракт.
27 липня 2018 року було офіційно оголошено про його перехід в «Монако». Термін контракту розрахований на 5 років. Сума трансферу склала 30 мільйонів євро, що стало рекордно дорогим для російських футболістів.
Також трансфер Головіна виявився третім за ціною серед гравців, яких російські клуби коли-небудь продавали за кордон. Його зарплата складе близько 2 мільйонів євро на рік. Раніше на нього претендував «Наполі», коли головним тренером команди був Мауріціо Саррі. Після його переходу в «Челсі» лондонський клуб також намагався придбати Головіна. У число претендентів на нього також входив «Ювентус».
5 серпня 2018 року провів перше тренування у складі «Монако», а вже 8 серпня він травмувався на тренуванні та вибув більш ніж на місяць.
21 вересня 2018 дебютував за «Монако» в домашньому матчі проти «Німа», вийшовши на заміну на останні 18 хвилин, а вже за чотири дні вперше вийшов у стартовому складі в грі проти «Анже». 16 грудня 2018 отримав червону картку в матчі з «Ліоном» за жорсткий підкат проти Набіля Фекіра, через що отримав чотири матчі дискваліфікації. Лише на п'ятому місяці після дебюту забив перші голи за клуб: 29 січня 2019 у матчі Кубку ліги проти «Генгама» та 2 лютого 2019 у матчі Ліги 1 у ворота «Тулузи». Загалом у першому сезоні провів за «Монако» 35 матчів у всіх змаганнях та забив 4 голи.
У сезоні 2019/20 був основним центральним півзахисником команди, зіграв у 25 матчах чемпіонату й забив 3 голи.
10 березня 2024 року поєдинок Ліги 1 проти «Страсбура» став ювілейним, 200-м, у складі «Монако» у всіх турнірах.

### Кар'єра в збірній

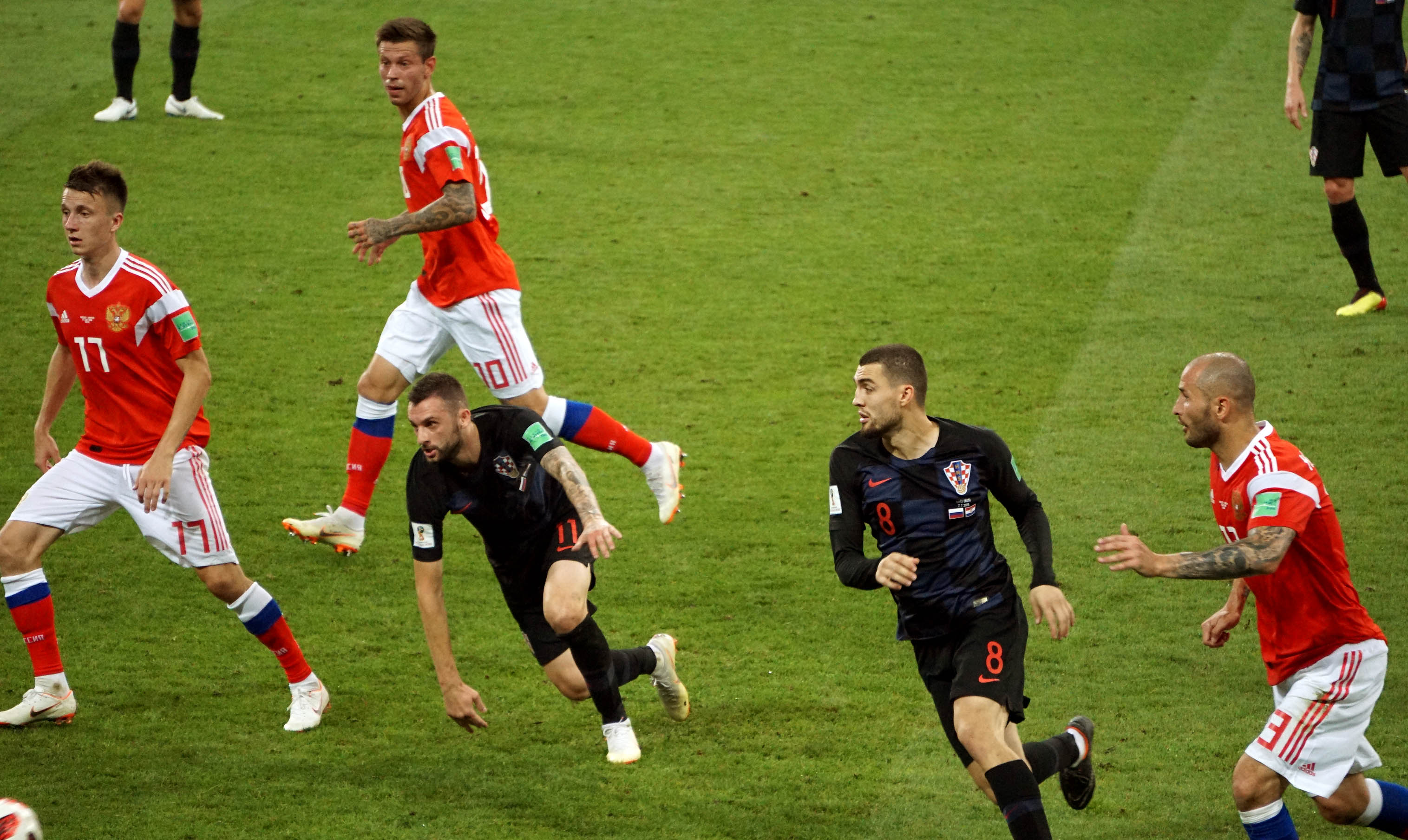
Головін у складі збірної Росії на ЧС зі збірною Хорватії, 2018 рік

За юнацьку збірну Росії до 17 років дебютував 23 березня 2013 року в матчі відбіркового циклу юнацького чемпіонату Європи 2013 проти словенців. У фінальному турнірі він провів всі матчі, а його збірна стала чемпіоном Європи, після чого Головін, як і вся команда, отримав звання майстра спорту Росії. Також брав участь у юнацькому чемпіонаті світу 2013, на якому забив один м'яч у ворота Венесуели (4:0), а сама збірна Росії дійшла до стадії 1/8 фіналу.
7 червня в матчі з Білоруссю відбулася дебютна гра Олександра за збірну: у другому таймі він вийшов на поле, замінивши Романа Широкова. На 77-й хвилині того матчу він відзначився забитим м'ячем.
Головін повернувся в команду після того, як її очолив тренер ЦСКА Леонід Слуцький.
26 березня 2016 року в товариському матчі проти Литви на 61-й хвилині забив гол.
Був викликаний в збірну для участі у чемпіонаті Європи 2016 року, де брав участь у кожному з матчів групового етапу, але результативними діями відзначитися не зумів.
7 червня 2017 року був включений в заявку збірної Росії на Кубок конфедерацій. За три дні до старту турніру ФІФА назвала Головіна поряд з Олексієм Міранчуком і Георгієм Джикією «новою надією збірної Росії».
Був викликаний до складу збірної на чемпіонат світу 2018 у Росії.
Французька газета «Le Monde» включила росіянина в список найбільш талановитих молодих гравців турніру. У стартовому матчі чемпіонату світу з Саудівською Аравією, в якому збірна Росії перемогла 5:0, забив зі штрафного 5-й гол на останній доданій хвилині матчу, а також став автором двох гольових передач. За підсумками ігор групового етапу був включений в символічну збірну англійських «The Guardian» The Telegraph, а також французького видання L'Équipe.
У матчі 1/8 фіналу проти Іспанії Головін, зігравши на полі всі 120 хвилин основного і додаткового часу, в післяматчевій серії пенальті реалізував свій удар. Збірна Росії завдяки двом сейвам Акінфєєва і точним ударам Головіна, Смолова, Ігнашевича і Черишева здобула перемогу в серії одинадцятиметрових (4:3) і вийшла в чвертьфінал. У матчі 1/4 фіналу проти Хорватії був замінений у додатковий час, на Алана Дзагоєва. Після додаткового часу рахунок був рівний (2:2), у серії пенальті перемогу здобула збірна Хорватії.

## Статистика виступів

### Статистика виступів за збірну
Станом на 1 червня 2020 року
| Дата       | Місто           | Господарі  | Результат             | Гості             | Турнір                               | Голи | Примітки  |
| ---------- | --------------- | ---------- | --------------------- | ----------------- | ------------------------------------ | ---- | --------- |
| 7-6-2015   | Хімки           | Росія      | 4 – 2                 | Білорусь          | товариський матч                     | 1    | 62'       |
| 26-3-2016  | Москва          | Росія      | 3 – 0                 | Литва             | товариський матч                     | 1    | 45'       |
| 29-3-2016  | Сен-Дені        | Франція    | 4 – 2                 | Росія             | товариський матч                     | -    | 79'       |
| 1-6-2016   | Інсбрук         | Росія      | 1 – 2                 | Чехія             | товариський матч                     | -    | 64'       |
| 5-6-2016   | Монако          | Сербія     | 1 – 1                 | Росія             | товариський матч                     | -    | 60'       |
| 11-6-2016  | Марсель         | Англія     | 1 – 1                 | Росія             | ЧЄ 2016 - 1-й етап                   | -    | 77'       |
| 15-6-2016  | Лілль           | Росія      | 1 – 2                 | Словаччина        | ЧЄ 2016 - 1-й етап                   | -    | 46'       |
| 20-6-2016  | Тулуза          | Росія      | 0 – 3                 | Уельс             | ЧЄ 2016 - 1-й етап                   | -    | 52'       |
| 24-3-2017  | Краснодар       | Росія      | 1 – 2                 | Кот-д'Івуар       | товариський матч                     | -    | 78'       |
| 28-3-2017  | Сочі            | Росія      | 3 – 3                 | Бельгія           | товариський матч                     | -    | 62'       |
| 5-6-2017   | Будапешт        | Угорщина   | 0 – 3                 | Росія             | товариський матч                     | -    |           |
| 9-6-2017   | Москва          | Росія      | 1 – 1                 | Чилі              | товариський матч                     | -    |           |
| 17-6-2017  | Санкт-Петербург | Росія      | 2 – 0                 | Нова Зеландія     | Кубок Конфедерацій                   | -    |           |
| 21-6-2017  | Москва          | Росія      | 0 – 1                 | Португалія        | Кубок Конфедерацій                   | -    |           |
| 24-6-2017  | Казань          | Мексика    | 2 – 1                 | Росія             | Кубок Конфедерацій                   | -    | 88'       |
| 23-3-2018  | Москва          | Росія      | 0 – 3                 | Бразилія          | товариський матч                     | -    |           |
| 27-3-2018  | Санкт-Петербург | Росія      | 1 – 3                 | Франція           | товариський матч                     | -    |           |
| 30-5-2018  | Інсбрук         | Австрія    | 1 – 0                 | Росія             | товариський матч                     | -    | 76'       |
| 5-6-2018   | Москва          | Росія      | 1 – 3                 | Туреччина         | товариський матч                     | -    |           |
| 14-6-2018  | Москва          | Росія      | 5 – 0                 | Саудівська Аравія | ЧС 2018 - 1-й етап                   | 1    | 88'       |
| 19-6-2018  | Санкт-Петербург | Росія      | 3 – 1                 | Єгипет            | ЧС 2018 - 1-й етап                   | -    |           |
| 1-7-2018   | Москва          | Іспанія    | 1 – 1 д.ч. (3-4 п.п.) | Росія             | ЧС 2018 - 1/8 фіналу                 | -    |           |
| 7-7-2018   | Сочі            | Росія      | 2 – 2 д.ч. (3-4 п.п.) | Хорватія          | ЧС 2018 - чвертьфінал                | -    | 102'      |
| 11-10-2018 | Калінінград     | Росія      | 0 – 0                 | Швеція            | Ліга націй УЄФА 2018-2019 - 1-й етап | -    |           |
| 14-10-2018 | Сочі            | Росія      | 2 – 0                 | Туреччина         | Ліга націй УЄФА 2018-2019 - 1-й етап | -    | 55' 90+1' |
| 21-3-2019  | Брюссель        | Бельгія    | 3 – 1                 | Росія             | Відбір до ЧЄ 2020                    | -    | 18', 90'  |
| 8-6-2019   | Саранськ        | Росія      | 9 – 0                 | Сан-Марино        | Відбір до ЧЄ 2020                    | -    |           |
| 11-6-2019  | Нижній Новгород | Росія      | 1 – 0                 | Кіпр              | Відбір до ЧЄ 2020                    | -    | 45+2'     |
| 6-9-2019   | Глазго          | Шотландія  | 1 – 2                 | Росія             | Відбір до ЧЄ 2020                    | -    | 89'       |
| 9-9-2019   | Калінінград     | Росія      | 1 – 0                 | Казахстан         | Відбір до ЧЄ 2020                    | -    |           |
| 10-10-2019 | Москва          | Росія      | 4 – 0                 | Шотландія         | Відбір до ЧЄ 2020                    | 1    |           |
| 13-10-2019 | Нікозія         | Кіпр       | 0 – 5                 | Росія             | Відбір до ЧЄ 2020                    | 1    |           |
| 19-11-2019 | Серравалле      | Сан-Марино | 0 – 5                 | Росія             | Відбір до ЧЄ 2020                    | -    | 58'       |
| Усього     |                 | Матчів     | 33                    |                   | Голів                                | 5    |           |

## Титули і досягнення
- Чемпіон Росії (1):

ЦСКА (Москва): 2015–16
- Володар Суперкубка Росії (1):

ЦСКА (Москва): 2015
Збірні
- Чемпіон Європи (U-17): 2013